# Nir Barkat
Nir Barkat (Em hebraico, ניר ברקת) (Jerusalém, 19 de outubro de 1959) é um empresário e político israelense, prefeito de Jerusalém.

## Biografia
Nir Barkat nasceu em 1959. Serviu na Brigada de Paraquedistas do Exército de Israel por seis anos (1977–83), indo para a reserva com a patente de Major.

## Carreira
Barkat começou a sua carreira na área de alta tecnologia fundando uma companhia de softwares chamada BRM em 1988, especializada em antivírus.
Barkat entrou para a política em Janeiro de 2003 quando fundou o partido Yerushalayim Tatzli'ah ("Jerusalem Vencerá") e disputou a prefeitura de Jerusalém, recebendo 43% dos votos mas sendo vencido por Uri Lupolianski. Tornou-se líder da oposição, e conseguiu eleger-se prefeito em 2008.
Barkat derrotou Meir Porush por 52% a 42%.